# 金川日置家
日置家（ひきけ）は、武家・士族・華族だった家。江戸時代には備前岡山藩主池田家で津高郡金川を領する家老家、維新後には士族を経て華族の男爵家に列した。

## 歴史
出自不詳。家祖の日置真斎は、美濃国尾浦城にあって、永禄年間（1555年から1570年）までに池田恒興に仕えた。その子忠勝は織豊期に恒興や輝政に従って緒戦に戦功を挙げて4500石を受けた。その子忠俊の代の慶長8年（1603年）に池田家の備中入封で津高郡金川（現・岡山市御津）1万4000石を知行した。池田家の因幡国鳥取藩への転封時には鹿野を領したが、寛永9年（1632年）の池田宗家の岡山再入封で再び金川に陣屋を構えて1万6000石を知行した。以降日置家は岡山藩の家老家として明治維新まで続いた。
維新後には日置家は当初士族に列した。明治17年（1884年）に華族が五爵制になった際に定められた『叙爵内規』の前の案である『爵位発行順序』所収の『華族令』案の内規（明治11年・12年ごろ作成）や『授爵規則』（明治12年以降16年ごろ作成）では旧万石以上陪臣が男爵に含まれており、日置家も男爵候補に挙げられているが、最終的な『叙爵内規』では旧万石以上陪臣は授爵対象外となったためこの時点では日置家は士族のままだった。
明治15年・16年ごろ作成と思われる『三条家文書』所収『旧藩壱万石以上家臣家産・職業・貧富取調書』は、当時の女戸主日置安子について旧禄高を1万6000石、所有財産は山林109町7反1畝歩、職業は無職と記しており、貧富景況は空欄になっている。
明治33年（1900年）5月9日に旧万石以上陪臣家であり、かつ華族の体面を維持できる財産（年間500円以上の収入を生じる財本）を有する25家が男爵に叙されたが、日置家は「旧禄高壱万石以上判明せしも五百円以上の収入を生ずべき財本を有せざる家」11家の中に分類されたためこの段階では授爵されなかった。
しかし明治39年8月に旧主家の当主池田章政侯爵が宮内大臣田中光顕に宛てて、日置家の由緒と、幕末維新期の当主である忠尚は戊辰戦争で官軍に貢献したことを説明して、その功で日置家を華族に列することを求める請願書を提出した。直後の9月17日に忠の維新の功、および500円以上を生ずる財本を確立したことを理由に当時の当主日置健太郎に男爵位が与えられた。
その子徳太郎の代に日置男爵家の住居は静岡県焼津町にあった。